# Wisteria sinensis

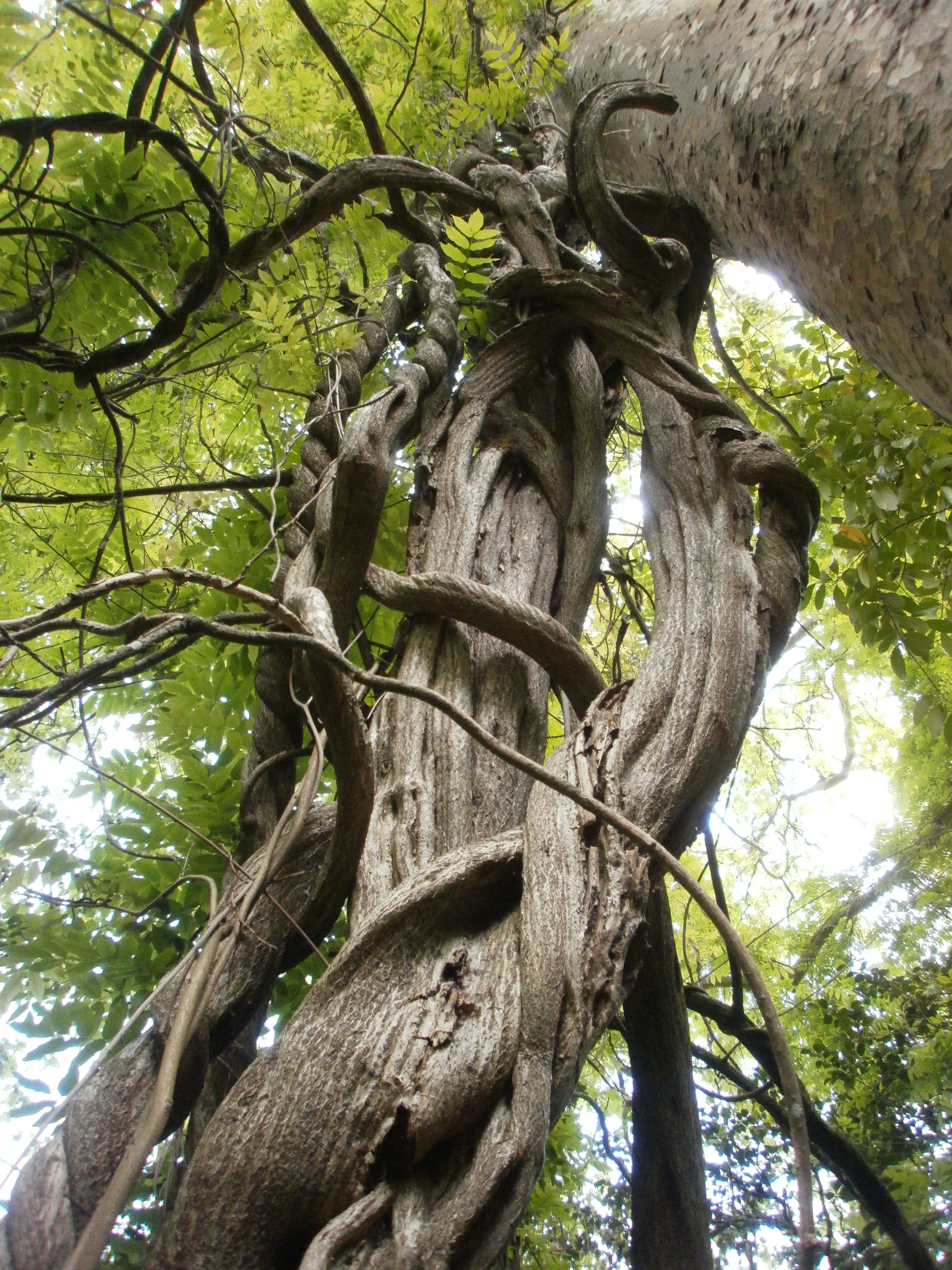
Tronco enredado de Wisteria sinensis.

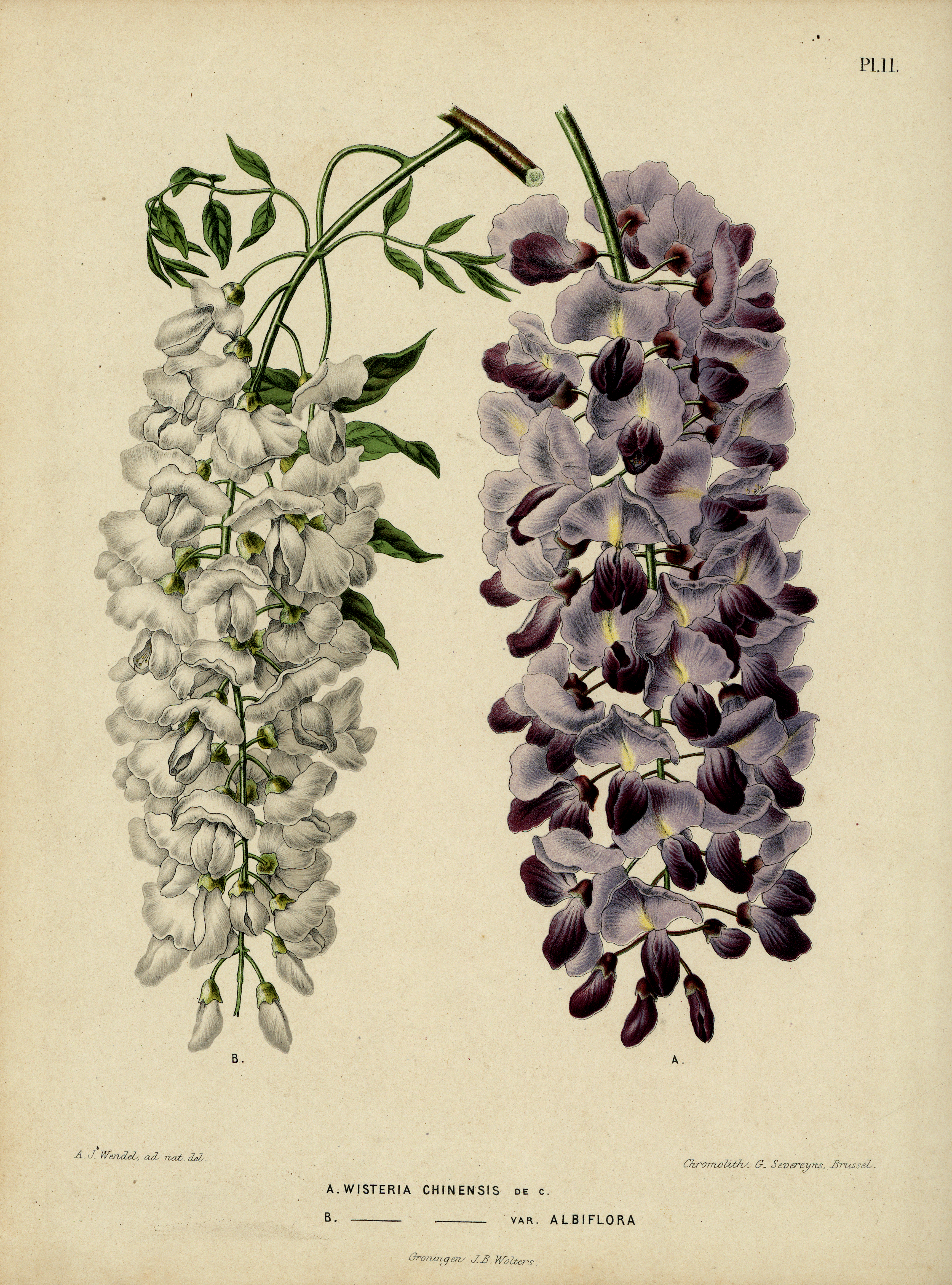
Wisteria sinensis y su variedad albiflora (a la izquierda) según A.J. Wendel, 1868

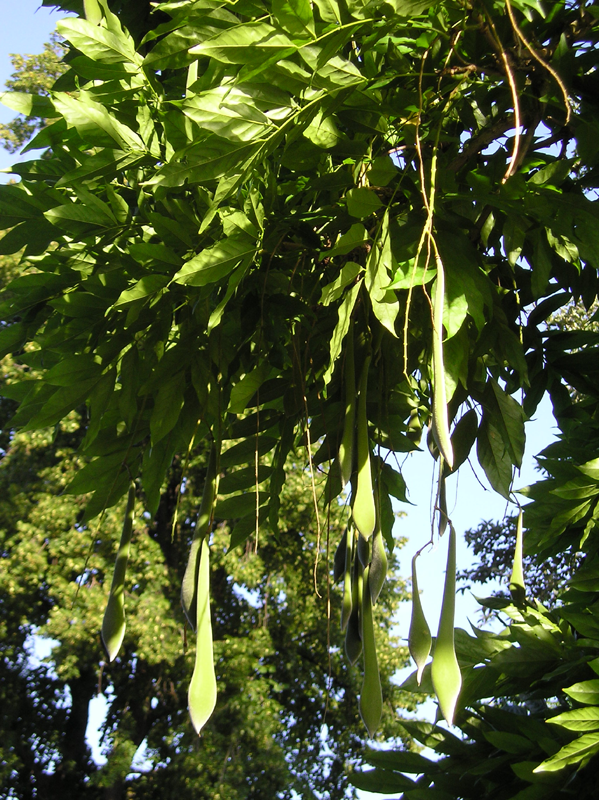
La planta con sus vainas

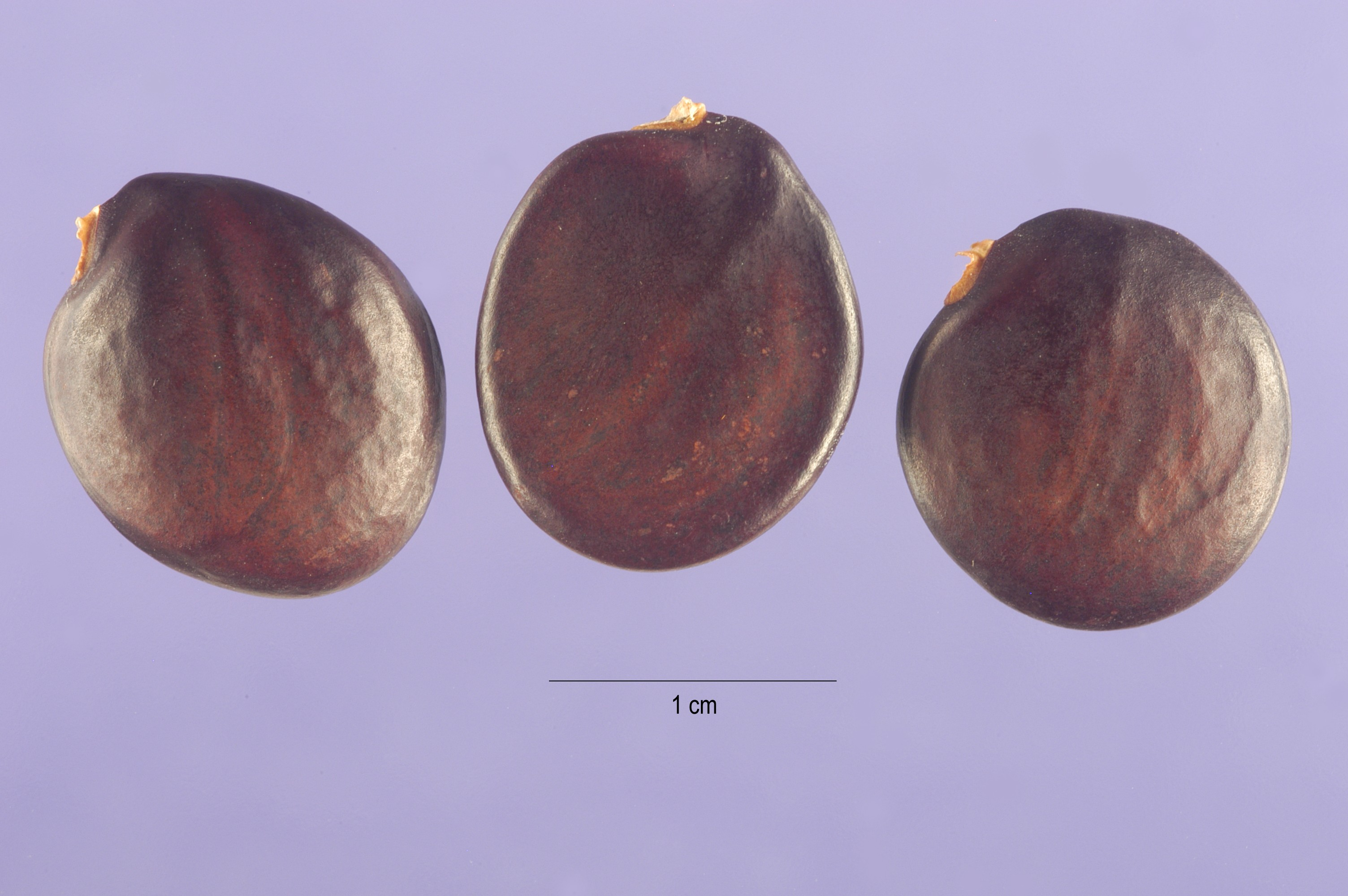
Semillas

Wisteria sinensis, visteria china o glicina es una especie de planta leñosa, leguminosa, caducifolia, trepadora del género Wisteria, endémica de China en las provincias de Guangxi, Guizhou, Hebei, Henan, Hubei, Shaanxi y Yunnan. Aunque esta planta es trepadora, puede existir la forma arbórea, con un tronco ceroso, y extremo achatado.

## Descripción
Alcanza entre 20 metros hasta unos 30 metros de largo, en estado salvaje, sobre árboles soporte, por ramas giratorias y abrazadoras en el sentido del reloj.

### Hojas
Su follaje es denso, integrado por hojas verde, pinnadas, que alcanzan hasta los 25 cm de largo, con 9-13 foliolos oblongos de 2-6 cm de largo cada uno.

### Flores

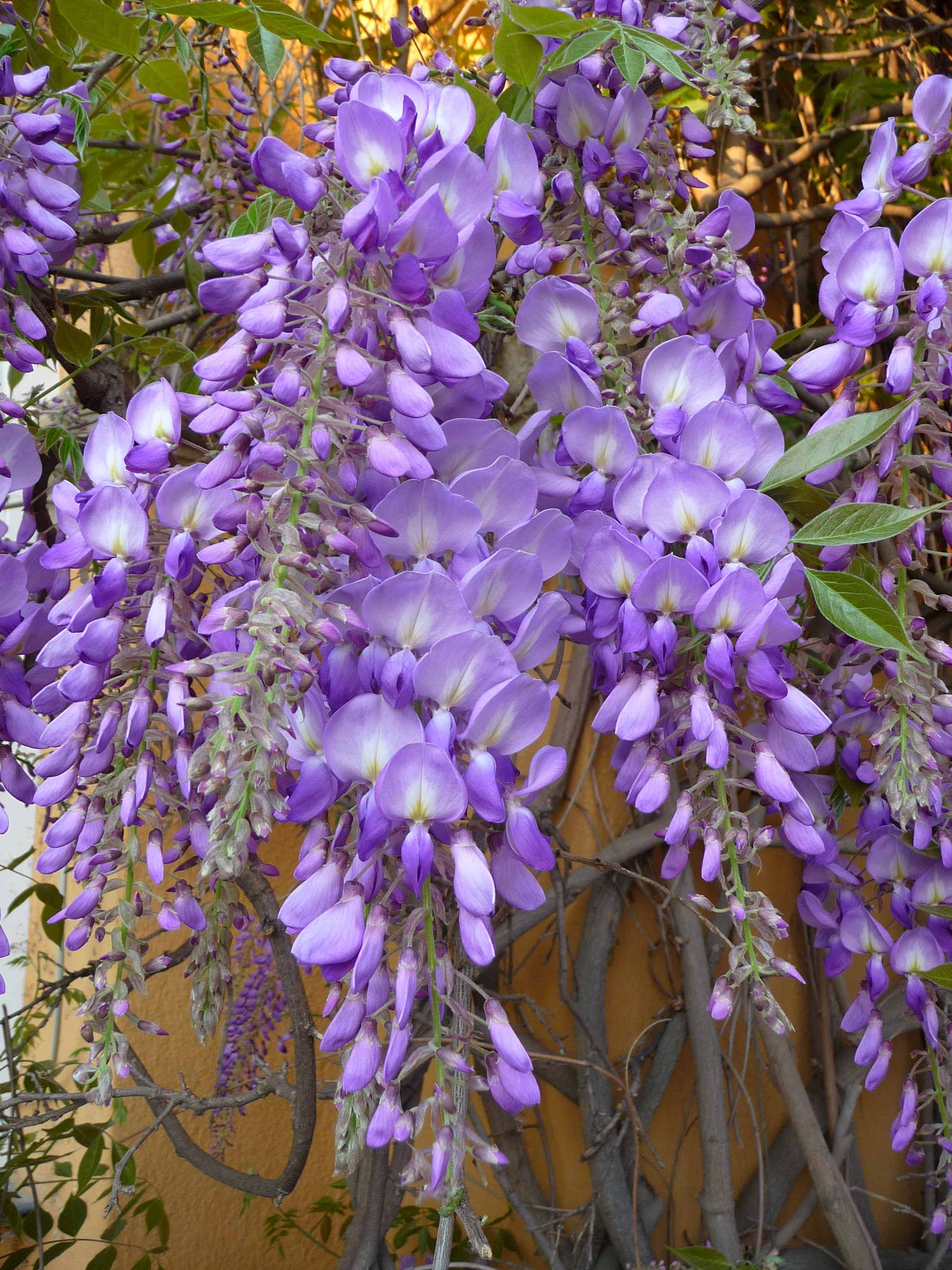
Flores de Wisteria

Sus flores son blancas, violetas (debido a antocianinas), o azules, dispuestas en racimos colgantes de 15-20 cm de largo en primavera, usualmente alcanzando su pico a mediados de mayo. Las flores en cada racimo se abren simultáneamente antes de la expansión del follaje, presentando una fragancia similar a la uva. Aunque tiene racimos más cortos que Wisteria floribunda (visteria japonesa).

### Frutos
Son legumbres achatadas, pardas, aterciopelados, de 5-10 cm de largo, y semillas discoides de 1 cm de diámetro; madura en verano, y se rompe liberando las semillas; las vainas vacías persisten durante el invierno. La producción de semillas es baja, y generalmente la propagación vegetativa es por clonación.

## Toxicidad
Las semillas de la planta contienen el glicósido llamado wisterina el cual es tóxico y si se ingiere puede provocar náuseas, vómitos, dolores de estómago y diarrea en adultos y la muerte por envenenamiento en niños produciendo una gastroenteritis moderada a severa.

## Observaciones
La zona de rusticidad de USDAes de 5-9, y prefiere suelo húmedo. Considerada tolerante a la sombra, pero solo florece expuesta a sol pleno o parcial. Y también debe pasar de organismo juvenil al estado adulto, una transición que puede llevarle muchos años. Puede vivir más de 100 años.
Fue llevada de China a Europa y a Norteamérica en 1816, con fines ornamentales, y se aseguró un lugar de popularidad entre las trepadoras por su floración. Sin embargo también es una especie invasora en algunas áreas del este de Estados Unidos donde el clima es parecido al de su zona de origen en China.

## Propagación
La propagación por semilla es lenta y no recomendable. Necesitará más de diez años para florecer, o bien se puede acortar esta larga espera con el injerto. Las semillas de glicinas se cosechan en el otoño justo antes que las vainas estén listas para estallar y deben ser plantadas inmediatamente. Se pueden poner en remojo durante la noche para permitir que la humedad penetre. Si se desea hacer la siembra más tarde, se deben almacenar las semillas en una bolsa de plástico en el refrigerador. Las semillas de Wisteria son tóxicas si se ingieren grandes cantidades, por lo tanto, si las va a guardar en el refrigerador, asegúrese de rotular claramente el envase. Se deben plantar en agujeros profundos con 4 cm de tierra para macetas, regar con agua y mantener la humedad. Las semillas de Wisteria deben germinar en aproximadamente 2 semanas. Es probable que las plantas resultantes no se parezcan a la planta madre, por tal motivo se usan como porta injertos. Pese a que el tiempo de floración es de 7 a 15 años o más, dependiendo de la variedad, ésta es la forma menos costosa para propagar glicinas.
La propagación por estaca, es un método de propagación recomendable. La propagación por esquejes se realiza después de la floración, en el hemisferio norte entre abril y junio, según los climas y también en septiembre y octubre. Se deben cortar esquejes de 20 cm del tallo del grosor de un lápiz, tal que se puedan doblar. Luego, se deben sumergir en hormona de enraizamiento y colocarlos en turba de musgo, arena o vermiculita, o una mezcla de los tres, manteniendo la plantación húmeda. Cuando los esquejes muestran signos de nuevo crecimiento significa que las raíces se están desarrollando. Las glicinas cultivadas a partir de esquejes florecen alrededor de 2 a 3 años, dependiendo de la variedad. Colocar una bolsa o botella de plástico transparente sobre el esqueje crea un "pequeño invernadero" que ayuda a retener la humedad hasta que el esqueje comience a emitir raíces. No obstante, se debe retirar la bolsa de plástico cuando el esqueje empieza a brotar y, por lo tanto, esté echando las raíces. Los esquejes de glicinia deben mantenerse en el exterior y a la sombra para evitar las quemaduras en las hojas muy tiernas.
Las plantas propagadas por acodo, el método de propagación más recomendable, pueden florecer el primer o segundo año. Consiste en doblar una rama hasta el suelo y enterrar una parte de ella en la tierra, utilizando una estaca para su sujeción. La parte de la planta enterrada desarrollará raíces y podrá separarse de la planta madre, permitiendo trasplantarla.
La propagación por injerto, realizada generalmente por empresas comerciales, consiste en injertar cultivares en plantas portainjertos de semilla. Debe haber una clara cicatriz alrededor de 10 o 30 cm sobre el nivel del suelo.

## Sinónimos
- Glycine sinensis Sims
- Kraunhia floribunda sensu auct., p.p.
- Millettia chinensis Benth.
- Rehsonia sinensis (Sims) Stritch
- Wistaria sinensis (Sims) DC.
- Wisteria chinensis DC.
- Wisteria floribunda sensu auct., p.p.
- Wisteria praecox Hand.-Mazz.